# 고백 (1982년 드라마)
《고백》은 1982년 3월 6일부터 같은 해 7월 11일까지 방영된 문화방송 주말연속극이다. 사랑하던 어느 남녀가 부친끼리의 엄청난 과거로 인해 겪는 수난을 미스터리 터치로 엮은 멜로 드라마이다.

## 줄거리
남편을 잃은 지영(정윤희)은 그 충격을 잊기 위해 외국에 몇 년 나가 있다가 돌아와서 건강이 나쁜 아버지(김무생)의 간병을 돕는다. 한편으로 지영은 남편의 살해자로 형부(현석)를 의심하지만 물증이 없다. 남편의 죽음의 진상을 밝히기 위해 동분서주하던 지영은 어느날 상우(이정길)를 만나 서로 사랑하게 되는데...

## 출연
- 이정길
- 정윤희
- 정애리
- 신충식
- 김소원
- 김무생
- 전양자
- 오미연
- 현석
- 김해숙
- 길용우
- 송경철
- 임문수
- 김윤경
- 강인덕
- 백인철
- 박영지
- 나영진
- 박영귀

## 편성 변경(1982년)
- 5월 8일 : 특집 《쇼 2000》 방송으로 앞당겨 저녁 6시 50분부터 방영
- 5월 29일 : 1982 서울국제가요제 중계방송으로 결방
- 6월 19일 : 프로야구 〈MBC 청룡 VS OB 베어스〉 중계방송으로 《쇼 2000》이 앞당겨지면서 결방
- 7월 10일 : 프로야구 〈MBC 청룡 VS 해태 타이거즈〉 중계방송으로 앞당겨 저녁 6시 10분부터 방영

| 문화방송 주말연속극                        | 문화방송 주말연속극              | 문화방송 주말연속극                |
| 이전 작품                                  | 작품명                           | 다음 작품                          |
| ------------------------------------------ | -------------------------------- | ---------------------------------- |
| 야상곡 (1981년 12월 9일 ~ 1982년 2월 21일) | 고백 (1982년 3월 6일 ~ 7월 11일) | 미련 (1982년 7월 17일 ~ 10월 17일) |